# Eccellenza Lombardia 2017-2018
Il campionato italiano di calcio di Eccellenza regionale 2017-2018 è il ventisettesimo organizzato in Italia. Rappresenta il quinto livello del calcio italiano.
Questi sono i gironi organizzati dal Comitato Regionale della regione Lombardia.

## Stagione

### Avvenimenti
Dopo due stagioni non vengono iscritte squadre in sovrannumero.
Originariamente vengono stilati tre gironi da 16 squadre.
Il 1º di settembre però, a calendari già pubblicati, la Calcio Romanese, inserita nel girone C, ottiene il ripescaggio in Serie D vincendo il ricorso presso il Collegio di Garanzia del CONI, determinando a cascata quello dell'Alcione in Eccellenza. 

Il Comitato Regionale Lombardia decide così di inserire i milanesi nel girone A, che viene portato a 17 squadre, e lasciare il girone C a 15.
Cambi di denominazione:
- da A.S.D. Calcio Bassa Bresciana a A.S.D. Calcio Ghedi di Ghedi (BS)

Fusioni:
- A.S.D. Trezzano Calcio (Eccellenza, girone A) e A.S.D. Accademia Gaggiano Calcio (Promozione, girone F) in A.S.D. Accademia Gaggiano Team di Gaggiano (MI)
- U.S. Stezzanese Calcio A.S.D. (Promozione, girone C) e U.S. Valtrighe A.S.D. (Terza Categoria Bergamo, girone B) in S.S.D. Mapello a r.l. di Mapello (BG)
- A.S.D. Vallecamonica Unica (Eccellenza, girone C) e A.S.D. Calcio Bagnolese Young (Settore Giovanile Scolastico) in U.S.D. Breno di Breno (BS)
- A.S.D. Rigamonti Castegnato (Eccellenza, girone C) e A.S.D. Giovanile Calvina (Settore Giovanile Scolastico) in A.S.D. Valcalepio F.C. di Capriolo (BS)

## Girone A

### Squadre partecipanti
| Club                                | Città                                                | Stadio                                         | Stagione precedente |
| ----------------------------------- | ---------------------------------------------------- | ---------------------------------------------- | ------------------- |
| A.S.D. Accademia Gaggiano Team      | Gaggiano (MI)                                        | Centro Sportivo Comunale                       | 7ª in Promozione/F  |
| A.S.D. Accademia Pavese San Genesio | Sant'Alessio con Vialone e San Genesio ed Uniti (PV) | Comunale Carlo-Davide-Giampiero (Sant'Alessio) | 6ª in Eccellenza/A  |
| A.S.D. Alcione                      | Milano                                               | C.S. Kennedy                                   | 2ª in Promozione/F  |
| A.C. Ardor Lazzate                  | Lazzate (MB)                                         | C.S. Gianni Brera                              | 4ª in Eccellenza/A  |
| A.S.D. Busto 81                     | Busto Arsizio (VA)                                   | C.S. Sergio Gambini (Olgiate Olona)            | 5ª in Eccellenza/A  |
| A.S.D. Calvairate                   | Milano (Calvairate)                                  | C.S. Comunale (Vimodrone)                      | 8ª in Eccellenza/A  |
| U.S.D. Castellanzese 1921           | Castellanza (VA)                                     | Stadio Giovanni Provasi                        | 1ª in Promozione/A  |
| A.S.D. Cavenago Fanfulla            | Lodi                                                 | Stadio Dossenina                               | 18ª in Serie D/B    |
| S.S.D. Città di Vigevano s.r.l.     | Vigevano (PV)                                        | C.S. Cavallino Piero Antona                    | 1ª in Promozione/F  |
| Pol. Fenegrò                        | Fenegrò (CO)                                         | C.S. Comunale                                  | 9ª in Eccellenza/A  |
| A.C. Legnano S.S.D. a r.l.          | Legnano (MI)                                         | Stadio Giovanni Mari                           | 15ª in Serie D/A    |
| S.S.D. Lomellina Calcio             | Mede (PV)                                            | C.S. Ugo Fantelli                              | 11ª in Eccellenza/A |
| A.S. Sancolombano Calcio            | San Colombano al Lambro (MI)                         | C.S. Franco Riccardi                           | 7ª in Eccellenza/A  |
| A.S.D. FBC Saronno 1910             | Saronno (VA)                                         | C.S. Comunale (Cesate)                         | 12ª in Eccellenza/A |
| U.S. Sestese Calcio                 | Sesto Calende (VA)                                   | C.S. Alfredo Milano                            | 13ª in Eccellenza/A |
| A.S.D. Union Villa Cassano          | Cassano Magnago (VA)                                 | C.S. Comunale                                  | 15ª in Eccellenza/A |
| A.S.D. F.C. Verbano Calcio          | Besozzo (VA)                                         | C.S. Sergio Marvelli                           | 3ª in Eccellenza/A  |

### Classifica finale
|  | Pos. | Squadra             | Pt | G  | V  | N  | P  | GF | GS | DR  |
|  | ---- | ------------------- | -- | -- | -- | -- | -- | -- | -- | --- |
|  | 1.   | Cavenago Fanfulla   | 74 | 32 | 22 | 8  | 2  | 61 | 25 | +36 |
|  | 2.   | Busto 81            | 68 | 32 | 21 | 5  | 6  | 77 | 32 | +45 |
|  | 3.   | Verbano             | 58 | 32 | 16 | 10 | 6  | 56 | 30 | +26 |
|  | 4.   | Fenegrò             | 58 | 32 | 17 | 7  | 8  | 70 | 33 | +37 |
|  | 5.   | Legnano (-1)        | 52 | 32 | 14 | 11 | 7  | 58 | 35 | +23 |
|  | 6.   | Castellanzese       | 48 | 32 | 13 | 9  | 10 | 47 | 45 | +2  |
|  | 7.   | Ardor Lazzate       | 46 | 32 | 11 | 13 | 8  | 48 | 36 | +12 |
|  | 8.   | Union Villa Cassano | 43 | 32 | 12 | 7  | 13 | 42 | 41 | +1  |
|  | 9.   | Sancolombano        | 40 | 32 | 10 | 10 | 12 | 33 | 45 | -12 |
|  | 10.  | Sestese             | 40 | 32 | 10 | 10 | 12 | 35 | 39 | -4  |
|  | 11.  | Calvairate          | 38 | 32 | 9  | 11 | 12 | 41 | 50 | -10 |
|  | 12.  | Alcione             | 36 | 32 | 9  | 9  | 14 | 40 | 55 | -15 |
|  | 13.  | Accademia Pavese    | 36 | 32 | 9  | 9  | 14 | 35 | 42 | -7  |
|  | 14.  | Lomellina           | 30 | 32 | 8  | 6  | 18 | 25 | 48 | -23 |
|  | 15.  | Città di Vigevano   | 30 | 32 | 5  | 15 | 12 | 22 | 52 | -30 |
|  | 16.  | Accademia Gaggiano  | 25 | 32 | 6  | 7  | 19 | 38 | 61 | -23 |
|  | 17.  | Saronno             | 15 | 32 | 2  | 9  | 21 | 24 | 83 | -59 |

Legenda:

      Promossa in Serie D.

      Ammessa ai play-off nazionali.

 Ai play-off o ai play-out.

      Retrocessa in Promozione.

Note:

Tre punti a vittoria, uno a pareggio, zero a sconfitta.
In caso di arrivo di due o più squadre a pari punti, la graduatoria verrà stilata secondo la classifica avulsa tra le squadre interessate che prevede, in ordine, i seguenti criteri:
- Punti negli scontri diretti
- Differenza reti negli scontri diretti
- Differenza reti generale
- Reti realizzate in generale
- Sorteggio

### Risultati

#### Tabellone
|                     | ACG  | APV  | ALC  | ARD  | BUS  | CAL  | CAS  | FAN  | VIG  | FEN  | LEG  | LOM  | SAN  | SAR  | SES  | UVC  | VER  |
| ------------------- | ---- | ---- | ---- | ---- | ---- | ---- | ---- | ---- | ---- | ---- | ---- | ---- | ---- | ---- | ---- | ---- | ---- |
| Accademia Gaggiano  | –––– | 0-4  | 6-1  | 0-0  | 1-4  | 0-1  | 0-1  | 0-1  | 3-0  | 2-2  | 1-1  | 2-0  | 1-1  | 3-0  | 1-2  | 0-1  | 0-4  |
| Accademia Pavese    | 1-2  | –––– | 1-1  | 1-2  | 0-1  | 2-2  | 0-1  | 1-1  | 1-1  | 1-3  | 1-1  | 1-0  | 3-0  | 2-1  | 3-2  | 2-1  | 0-2  |
| Alcione             | 1-0  | 2-0  | –––– | 2-3  | 0-0  | 1-2  | 0-3  | 1-1  | 3-0  | 1-0  | 0-3  | 1-1  | 2-1  | 1-1  | 0-1  | 2-3  | 1-1  |
| Ardor Lazzate       | 1-0  | 2-1  | 3-3  | –––– | 2-3  | 4-0  | 2-1  | 1-2  | 3-0  | 0-1  | 1-1  | 0-1  | 0-0  | 1-0  | 0-1  | 0-0  | 1-1  |
| Busto 81            | 3-1  | 3-1  | 6-2  | 2-2  | –––– | 4-1  | 4-0  | 0-1  | 4-0  | 2-1  | 1-2  | 2-0  | 4-1  | 1-0  | 5-1  | 2-5  | 2-2  |
| Calvairate          | 0-0  | 1-2  | 3-1  | 2-2  | 0-1  | –––– | 1-1  | 1-3  | 0-1  | 0-3  | 1-1  | 4-0  | 1-0  | 1-2  | 3-3  | 1-1  | 2-1  |
| Castellanzese       | 3-1  | 3-0  | 1-1  | 2-1  | 1-1  | 0-0  | –––– | 1-3  | 2-2  | 2-2  | 3-2  | 1-0  | 4-2  | 4-0  | 1-1  | 1-2  | 2-2  |
| Cavenago Fanfulla   | 2-1  | 1-1  | 4-1  | 2-2  | 1-0  | 2-1  | 4-1  | –––– | 2-0  | 2-1  | 2-2  | 2-0  | 3-2  | 3-0  | 2-1  | 2-0  | 0-1  |
| Città di Vigevano   | 3-0  | 0-0  | 2-1  | 2-2  | 1-1  | 1-1  | 0-2  | 0-4  | –––– | 1-4  | 0-0  | 1-1  | 2-1  | 1-1  | 0-0  | 2-0  | 0-0  |
| Fenegrò             | 4-1  | 3-0  | 2-0  | 2-2  | 0-3  | 1-2  | 3-0  | 3-2  | 7-0  | –––– | 1-0  | 3-0  | 0-1  | 3-1  | 1-1  | 2-1  | 0-1  |
| Legnano             | 5-1  | 1-0  | 2-0  | 1-0  | 2-1  | 4-2  | 3-0  | 1-1  | 0-0  | 0-1  | –––– | 1-2  | 2-0  | 1-0  | 1-1  | 5-3  | 3-3  |
| Lomellina           | 3-0  | 1-0  | 1-4  | 0-2  | 1-3  | 0-3  | 3-1  | 0-2  | 2-0  | 2-2  | 0-2  | –––– | 0-0  | 1-1  | 1-1  | 0-2  | 0-1  |
| Sancolombano        | 4-3  | 0-1  | 0-3  | 1-1  | 0-3  | 1-1  | 2-0  | 1-1  | 1-1  | 0-0  | 3-2  | 1-0  | –––– | 0-2  | 1-0  | 3-2  | 0-0  |
| Saronno             | 4-4  | 1-1  | 2-3  | 1-2  | 0-6  | 0-1  | 1-1  | 0-2  | 1-1  | 0-8  | 0-6  | 2-3  | 1-2  | –––– | 0-0  | 0-6  | 1-4  |
| Sestese             | 2-3  | 2-1  | 0-0  | 1-1  | 0-2  | 4-0  | 0-2  | 0-1  | 2-0  | 1-1  | 2-1  | 1-0  | 0-1  | 3-1  | –––– | 0-2  | 0-3  |
| Union Villa Cassano | 1-0  | 0-0  | 0-1  | 1-0  | 2-1  | 3-2  | 1-2  | 0-1  | 0-0  | 2-6  | 1-1  | 0-1  | 1-1  | 0-0  | 0-2  | –––– | 0-1  |
| Verbano             | 1-1  | 1-3  | 2-0  | 1-5  | 1-2  | 1-1  | 1-0  | 1-1  | 3-0  | 2-0  | 3-1  | 2-1  | 1-2  | 8-0  | 1-0  | 0-1  | –––– |

### Spareggi

#### Play-off
Busto 81 qualificato direttamente alla fase nazionale per aver accumulato più di 9 punti sulla terza classificata Verbano.

#### Play-out
|                   | Risultati |                   | Luogo e data            |
| ----------------- | --------- | ----------------- | ----------------------- |
| Città di Vigevano | 2-0       | Lomellina         | Vigevano, 6 maggio 2018 |
| Lomellina         | 0-0       | Città di Vigevano | Mede, 13 maggio 2018    |

Accademia Gaggiano retrocessa direttamente in Promozione per aver accumulato più di 6 punti dalla 13ª classificata Accademia Pavese.

## Girone B

### Squadre partecipanti
| Club                            | Città                             | Stadio                                 | Stagione precedente |
| ------------------------------- | --------------------------------- | -------------------------------------- | ------------------- |
| A.S.D. AlbinoGandino            | Albino e Gandino (BG)             | C.S. Comunale Falco (Albino)           | 5ª in Eccellenza/B  |
| G.S.D. Arcellasco Città di Erba | Erba (CO)                         | Stadio Lambrone                        | 1ª in Promozione/B  |
| A.C.D. Brianza Cernusco Merate  | Cernusco Lombardone e Merate (LC) | C.S. Cavalier Enrico Ferrario (Merate) | 7ª in Eccellenza/B  |
| A.S.D. Brugherio Calcio 1968    | Brugherio (MB)                    | C.S. Comunale                          | 9ª in Eccellenza/B  |
| A.S.D. Caprino Calcio           | Caprino Bergamasco (BG)           | Stadio Angelo Stefini                  | 4ª in Eccellenza/B  |
| U.S.D. CasateseRogoredo         | Casatenovo (LC)                   | Stadio Comunale                        | 2ª in Eccellenza/B  |
| U.S.D. Cisanese                 | Cisano Bergamasco (BG)            | C.S. Comunale                          | 11ª in Eccellenza/B |
| S.S. Luciano Manara             | Barzanò (LC)                      | C.S. Figliodoni                        | 12ª in Eccellenza/B |
| S.S.D. Mapello a r.l.           | Mapello (BG)                      | C.S. Comunale                          | 14ª in Eccellenza/B |
| U.S.D. Mariano Calcio           | Mariano Comense (CO)              | C.S. Comunale                          | 3ª in Promozione/A  |
| A.S.D. NibionnOggiono           | Nibionno e Oggiono (LC)           | Stadio De Coubertin (Oggiono)          | 8ª in Eccellenza/B  |
| Sondrio Calcio S.r.l.           | Sondrio                           | Stadio CONI Castellina                 | 6ª in Eccellenza/B  |
| C.S. Trevigliese A.S.D.         | Treviglio (BG)                    | Stadio Mario Zanconti                  | 13ª in Eccellenza/B |
| A.S.D. Verdello Intercomunale   | Verdello (BG)                     | Stadio Rino Gritti                     | 10ª in Eccellenza/B |
| A.S.D. Villa d'Almè Valbrembana | Villa d'Almè (BG)                 | Stadio Comunale                        | 3ª in Eccellenza/B  |
| A.S.D. Vimercatese Oreno        | Oreno di Vimercate (MB)           | C.S. Comunale                          | 3ª in Promozione/B  |

### Classifica finale
|  | Pos. | Squadra                 | Pt | G  | V  | N  | P  | GF | GS | DR  |
|  | ---- | ----------------------- | -- | -- | -- | -- | -- | -- | -- | --- |
|  | 1.   | Sondrio                 | 68 | 30 | 20 | 8  | 2  | 66 | 27 | +39 |
|  | 2.   | NibionnOggiono          | 59 | 30 | 16 | 11 | 3  | 53 | 26 | +27 |
|  | 3.   | Villa d'Almè            | 59 | 30 | 17 | 8  | 5  | 55 | 27 | +28 |
|  | 4.   | Verdello                | 51 | 30 | 14 | 9  | 7  | 54 | 40 | +14 |
|  | 5.   | Vimercatese Oreno       | 46 | 30 | 13 | 7  | 10 | 53 | 45 | +8  |
|  | 6.   | AlbinoGandino           | 44 | 30 | 12 | 8  | 10 | 40 | 38 | +2  |
|  | 7.   | Mariano                 | 41 | 30 | 10 | 11 | 9  | 38 | 37 | +1  |
|  | 8.   | CasateseRogoredo        | 39 | 30 | 10 | 9  | 11 | 55 | 57 | -2  |
|  | 9.   | Cisanese                | 37 | 30 | 9  | 10 | 11 | 29 | 31 | -2  |
|  | 10.  | Caprino                 | 36 | 30 | 9  | 9  | 12 | 40 | 39 | +1  |
|  | 11.  | Arcellasco              | 35 | 30 | 8  | 11 | 11 | 34 | 48 | -14 |
|  | 12.  | Brugherio               | 34 | 30 | 9  | 7  | 14 | 42 | 62 | -20 |
|  | 13.  | Mapello                 | 34 | 30 | 7  | 13 | 10 | 36 | 43 | -7  |
|  | 14.  | Trevigliese             | 27 | 30 | 6  | 9  | 15 | 30 | 42 | -12 |
|  | 15.  | Brianza Cernusco Merate | 22 | 30 | 5  | 7  | 18 | 25 | 50 | -25 |
|  | 16.  | Luciano Manara          | 16 | 30 | 3  | 7  | 20 | 27 | 65 | -38 |

Legenda:

      Promossa in Serie D.

      Ammessa ai play-off nazionali.

 Ai play-off o ai play-out.

      Retrocessa in Promozione.

Note:

Tre punti a vittoria, uno a pareggio, zero a sconfitta.
In caso di arrivo di due o più squadre a pari punti, la graduatoria verrà stilata secondo la classifica avulsa tra le squadre interessate che prevede, in ordine, i seguenti criteri:
- Punti negli scontri diretti
- Differenza reti negli scontri diretti
- Differenza reti generale
- Reti realizzate in generale
- Sorteggio

### Risultati

#### Tabellone
|                   | ALB  | ARC  | BCM  | BRU  | CAP  | CAS  | CIS  | LMA  | MAP  | MAR  | NIB  | SON  | TRE  | VER  | VIL  | VIM  |
| ----------------- | ---- | ---- | ---- | ---- | ---- | ---- | ---- | ---- | ---- | ---- | ---- | ---- | ---- | ---- | ---- | ---- |
| AlbinoGandino     | –––– | 3-0  | 1-0  | 1-2  | 0-0  | 1-4  | 3-0  | 3-0  | 2-1  | 1-1  | 1-1  | 0-2  | 2-1  | 1-2  | 0-3  | 3-3  |
| Arcellasco        | 1-3  | –––– | 1-1  | 2-5  | 1-1  | 0-4  | 2-0  | 2-0  | 1-0  | 3-0  | 2-2  | 1-1  | 2-0  | 2-2  | 0-2  | 1-1  |
| Brianza C. Merate | 0-1  | 3-0  | –––– | 1-1  | 0-2  | 3-1  | 1-2  | 0-1  | 1-0  | 1-2  | 0-3  | 0-2  | 0-2  | 0-2  | 1-4  | 2-2  |
| Brugherio         | 0-2  | 1-1  | 2-1  | –––– | 0-0  | 4-2  | 0-0  | 3-2  | 2-1  | 0-1  | 0-4  | 1-3  | 2-1  | 3-1  | 2-2  | 1-2  |
| Caprino           | 1-2  | 3-1  | 2-2  | 3-0  | –––– | 4-2  | 1-1  | 3-2  | 3-4  | 0-0  | 0-1  | 0-3  | 1-3  | 0-0  | 0-3  | 1-1  |
| CasateseRogoredo  | 2-0  | 5-1  | 1-2  | 1-1  | 0-3  | –––– | 1-1  | 4-1  | 2-0  | 2-2  | 0-2  | 1-1  | 2-2  | 2-1  | 0-4  | 1-5  |
| Cisanese          | 1-1  | 1-1  | 2-1  | 3-1  | 1-0  | 1-3  | –––– | 3-0  | 0-0  | 2-0  | 0-0  | 2-2  | 2-1  | 0-1  | 1-1  | 0-1  |
| Luciano Manara    | 0-1  | 0-0  | 3-0  | 1-2  | 0-4  | 1-3  | 0-1  | –––– | 1-3  | 2-1  | 0-0  | 1-1  | 0-2  | 3-3  | 1-2  | 2-3  |
| Mapello           | 3-1  | 2-2  | 2-1  | 1-1  | 1-0  | 0-1  | 1-0  | 1-1  | –––– | 0-2  | 1-2  | 1-1  | 2-2  | 1-1  | 3-3  | 2-1  |
| Mariano           | 1-1  | 1-2  | 2-4  | 3-2  | 2-0  | 3-3  | 1-0  | 1-1  | 0-0  | –––– | 1-1  | 1-2  | 1-1  | 2-0  | 0-0  | 1-0  |
| NibionnOggiono    | 2-1  | 2-0  | 0-0  | 6-2  | 1-3  | 2-2  | 1-1  | 3-0  | 1-1  | 1-0  | –––– | 1-1  | 2-0  | 1-0  | 2-3  | 2-1  |
| Sondrio           | 2-0  | 1-1  | 5-0  | 3-0  | 3-2  | 3-0  | 1-0  | 4-1  | 4-0  | 4-2  | 1-1  | –––– | 2-0  | 5-4  | 0-2  | 2-1  |
| Trevigliese       | 0-0  | 1-2  | 0-0  | 3-1  | 0-1  | 2-2  | 0-2  | 1-1  | 1-1  | 1-2  | 1-4  | 1-0  | –––– | 1-1  | 0-2  | 0-1  |
| Verdello          | 2-2  | 1-0  | 1-0  | 5-2  | 4-2  | 1-0  | 1-0  | 5-1  | 3-1  | 1-1  | 2-0  | 2-4  | 1-0  | –––– | 2-3  | 2-2  |
| Villa d'Almè      | 1-0  | 1-0  | 3-0  | 4-0  | 0-0  | 1-1  | 2-1  | 2-0  | 1-1  | 1-0  | 0-2  | 1-2  | 1-3  | 1-1  | –––– | 1-2  |
| Vimercatese Oreno | 2-3  | 1-2  | 0-0  | 2-1  | 1-0  | 5-3  | 3-1  | 4-1  | 2-2  | 1-4  | 2-3  | 0-1  | 2-0  | 0-2  | 2-1  | –––– |

### Spareggi

#### Play-off
NibionnOggiono qualificato direttamente alla finale per aver accumulato più di 9 punti sulla quinta classificata Vimercatese Oreno.

##### Tabellone
|  | Semifinali | Semifinali     | Semifinali     |              |   | Finale | Finale | Finale |  |
|  |            |                |                |              |   |        |        |        |  |
|  | 2          | NibionnOggiono |                |              |   |        |        |        |  |
|  | 2          | NibionnOggiono |                |              |   |        |        |        |  |
|  |            |                |                |              |   |        |        |        |  |
|  |            | 2              | NibionnOggiono | 1            |   |        |        |        |  |
|  |            |                |                | 1            |   |        |        |        |  |
|  |            |                | 3              | Villa d'Almè | 2 |        |        |        |  |
|  | 3          | Villa d'Almè   | 3              | Villa d'Almè | 2 | 2      |        |        |  |
|  | 3          | Villa d'Almè   |                |              |   |        |        |        |  |
|  | 4          | Verdello       | 0              |              |   |        |        |        |  |

##### Semifinali
|              | Risultati |          | Luogo e data                |
| ------------ | --------- | -------- | --------------------------- |
| Villa d'Almè | 2-0       | Verdello | Villa d'Almè, 5 maggio 2018 |

##### Finale
|                | Risultato |              | Luogo e data            |
| -------------- | --------- | ------------ | ----------------------- |
| NibionnOggiono | 1-2       | Villa d'Almè | Oggiono, 12 maggio 2018 |

#### Play-out
Trevigliese e Brianza Cernusco Merate retrocesse direttamente in Promozione per aver accumulato più di 6 punti rispettivamente dalla 13ª classificata Mapello e dalla 12ª classificata Brugherio.

## Girone C

### Squadre partecipanti
| Club                            | Città                               | Stadio                         | Stagione precedente      |
| ------------------------------- | ----------------------------------- | ------------------------------ | ------------------------ |
| A.S.D. Adrense 1909             | Adro (BS)                           | C.S. Adro                      | 8ª in Eccellenza/C       |
| U.S. Bedizzolese                | Bedizzole (BS)                      | Stadio Gian Pietro Siboni      | 3ª in Eccellenza/C       |
| U.S.D. Breno                    | Breno (BS)                          | Stadio Carlo e Filippo Tassara | 5ª in Promozione/D       |
| A.S.D. Calcio Brusaporto        | Brusaporto (BG)                     | C.S. Comunale                  | 6ª in Eccellenza/C       |
| A.C. Calvina Sport              | Calvisano (BS)                      | Stadio Comunale                | 11ª in Eccellenza/C      |
| A.C. Castellana Calcio          | Castel Goffredo (MN)                | Stadio Comunale                | 12ª in Eccellenza/C      |
| A.S.D. CazzagoBornato Calcio    | Bornato di Cazzago San Martino (BS) | C.S. Comunale                  | 1ª in Promozione/D       |
| A.S.D. Calcio Ghedi             | Ghedi (BS)                          | C.S. Olimpia                   | 2ª in Promozione/D       |
| U.S. Governolese                | Governolo di Roncoferraro (MN)      | Stadio Pietro Vicini           | 10ª in Eccellenza/C      |
| G.S.D. Luisiana                 | Pandino (CR)                        | C.S. Comunale                  | 3ª in Promozione/E       |
| U.S. Offanenghese A.S.D.        | Offanengo (CR)                      | Nuovo Stadio Comunale          | 1ª in Promozione/E       |
| A.S.D. Orceana Calcio           | Orzinuovi (BS)                      | Stadio Comunale                | 2ª in Eccellenza/C       |
| S.S.D.C.O. Orsa Iseo Intramedia | Iseo (BS)                           | Stadio Giuseppe De Rossi       | 14ª in Eccellenza/C      |
| A.S.D. Valcalepio FC            | Capriolo (BS)                       | Stadio Mario Rigamonti         | 14ª in Prima Categoria/F |
| U.S. Vobarno                    | Vobarno (BS)                        | C.S. Comunale                  | 5ª in Eccellenza/C       |

### Classifica finale
|  | Pos. | Squadra        | Pt | G  | V  | N  | P  | GF | GS | DR  |
|  | ---- | -------------- | -- | -- | -- | -- | -- | -- | -- | --- |
|  | 1.   | Adrense        | 62 | 28 | 18 | 8  | 2  | 62 | 26 | +36 |
|  | 2.   | Calvina        | 49 | 28 | 13 | 10 | 5  | 49 | 35 | +14 |
|  | 3.   | Offanenghese   | 46 | 28 | 13 | 7  | 8  | 33 | 29 | +4  |
|  | 4.   | Bedizzolese    | 45 | 28 | 12 | 9  | 7  | 39 | 28 | +11 |
|  | 5.   | Brusaporto     | 44 | 28 | 12 | 8  | 8  | 32 | 28 | +4  |
|  | 6.   | Breno          | 40 | 28 | 10 | 11 | 7  | 29 | 13 | +16 |
|  | 7.   | Vobarno        | 38 | 28 | 10 | 8  | 10 | 35 | 36 | -1  |
|  | 8.   | Governolese    | 36 | 28 | 9  | 9  | 10 | 27 | 29 | -2  |
|  | 9.   | Luisiana       | 36 | 28 | 8  | 12 | 8  | 28 | 28 | 0   |
|  | 10.  | CazzagoBornato | 35 | 28 | 9  | 8  | 11 | 36 | 45 | -9  |
|  | 11.  | Orceana        | 34 | 28 | 8  | 10 | 10 | 42 | 37 | +5  |
|  | 12.  | Ghedi          | 33 | 28 | 7  | 12 | 9  | 38 | 43 | -5  |
|  | 13.  | Orsa Iseo      | 31 | 28 | 9  | 4  | 15 | 34 | 48 | -14 |
|  | 14.  | Valcalepio     | 30 | 28 | 7  | 9  | 12 | 24 | 42 | -18 |
|  | 15.  | Castellana     | 5  | 28 | 0  | 5  | 23 | 16 | 57 | -41 |

Legenda:

      Promossa in Serie D.

      Ammessa ai play-off nazionali.

 Ai play-off o ai play-out.

      Retrocessa in Promozione.

Note:

Tre punti a vittoria, uno a pareggio, zero a sconfitta.
In caso di arrivo di due o più squadre a pari punti, la graduatoria verrà stilata secondo la classifica avulsa tra le squadre interessate che prevede, in ordine, i seguenti criteri:
- Punti negli scontri diretti
- Differenza reti negli scontri diretti
- Differenza reti generale
- Reti realizzate in generale
- Sorteggio

### Risultati

#### Tabellone
|                | ADR  | BED  | BRE  | BRU  | CAL  | CAS  | CAZ  | GHE  | GOV  | LUI  | OFF  | ORC  | ORS  | VAL  | VOB  |
| -------------- | ---- | ---- | ---- | ---- | ---- | ---- | ---- | ---- | ---- | ---- | ---- | ---- | ---- | ---- | ---- |
| Adrense        | –––– | 1-1  | 1-0  | 2-1  | 1-1  | 1-1  | 2-0  | 0-0  | 1-0  | 1-1  | 2-1  | 1-2  | 4-2  | 1-2  | 2-0  |
| Bedizzolese    | 1-4  | –––– | 1-0  | 0-0  | 2-2  | 3-0  | 0-2  | 4-1  | 1-1  | 1-0  | 3-1  | 3-2  | 2-1  | 4-0  | 1-1  |
| Breno          | 0-0  | 1-0  | –––– | 1-1  | 1-0  | 4-0  | 3-0  | 0-0  | 1-0  | 0-0  | 1-1  | 0-0  | 3-0  | 2-0  | 1-1  |
| Brusaporto     | 0-3  | 0-3  | 1-0  | –––– | 2-0  | 0-0  | 4-1  | 0-1  | 0-2  | 2-2  | 0-0  | 1-1  | 3-2  | 1-2  | 2-1  |
| Calvina        | 4-5  | 3-0  | 1-0  | 2-0  | –––– | 1-0  | 1-2  | 3-1  | 3-0  | 3-2  | 1-1  | 2-2  | 3-2  | 2-1  | 1-0  |
| Castellana     | 1-4  | 1-2  | 1-3  | 0-1  | 0-2  | –––– | 2-3  | 1-4  | 0-2  | 1-2  | 1-2  | 0-4  | 1-4  | 0-1  | 1-1  |
| CazzagoBornato | 0-0  | 0-0  | 2-1  | 0-1  | 3-3  | 2-1  | –––– | 2-1  | 0-1  | 1-1  | 1-2  | 2-3  | 0-2  | 3-2  | 0-2  |
| Ghedi          | 2-4  | 2-1  | 1-1  | 1-3  | 4-4  | 1-1  | 4-1  | –––– | 1-1  | 0-1  | 2-3  | 2-2  | 1-1  | 1-1  | 1-0  |
| Governolese    | 0-2  | 0-0  | 0-1  | 0-1  | 1-1  | 1-0  | 2-0  | 0-0  | –––– | 0-0  | 2-0  | 1-1  | 4-3  | 2-2  | 0-2  |
| Luisiana       | 0-3  | 1-0  | 1-0  | 0-2  | 2-2  | 1-0  | 1-1  | 1-2  | 0-2  | –––– | 1-1  | 0-0  | 4-0  | 0-0  | 0-0  |
| Offanenghese   | 0-1  | 3-2  | 0-0  | 1-3  | 1-0  | 1-1  | 1-1  | 2-0  | 1-0  | 1-0  | –––– | 3-1  | 1-0  | 2-0  | 0-2  |
| Orceana        | 4-4  | 0-0  | 1-0  | 0-1  | 0-1  | 1-0  | 0-2  | 2-2  | 3-1  | 2-2  | 0-1  | –––– | 0-1  | 1-2  | 1-2  |
| Orsa Iseo      | 1-4  | 0-1  | 0-0  | 2-1  | 0-1  | 2-0  | 1-1  | 2-2  | 2-1  | 2-0  | 2-1  | 0-2  | –––– | 2-1  | 0-2  |
| Valcalepio     | 0-3  | 0-2  | 0-0  | 0-0  | 1-1  | 1-0  | 1-1  | 2-0  | 0-0  | 0-3  | 1-2  | 2-7  | 1-0  | –––– | 0-1  |
| Vobarno        | 1-5  | 1-1  | 0-5  | 1-1  | 1-1  | 3-2  | 3-4  | 0-1  | 2-3  | 1-2  | 1-0  | 1-0  | 4-0  | 1-1  | –––– |

### Spareggi

#### Play-off

##### Tabellone
|  | Semifinali | Semifinali   | Semifinali |              |   | Finale  | Finale | Finale |  |
|  |            |              |            |              |   |         |        |        |  |
|  | 2          | Calvina      | 1          |              |   |         |        |        |  |
|  | 2          | Calvina      | 1          |              |   |         |        |        |  |
|  | 5          | Brusaporto   | 1          |              |   |         |        |        |  |
|  | 5          | Brusaporto   | 1          |              | 2 | Calvina | 0      |        |  |
|  |            |              |            |              | 2 | Calvina | 0      |        |  |
|  |            |              | 3          | Offanenghese | 0 |         |        |        |  |
|  | 3          | Offanenghese | 3          | Offanenghese | 0 | 2       |        |        |  |
|  | 3          | Offanenghese |            |              |   |         |        |        |  |
|  | 4          | Bedizzolese  | 0          |              |   |         |        |        |  |

##### Semifinali
|              | Risultati |             | Luogo e data             |
| ------------ | --------- | ----------- | ------------------------ |
| Calvina      | 1-1       | Brusaporto  | Calvisano, 5 maggio 2018 |
| Offanenghese | 2-0       | Bedizzolese | Offanengo, 5 maggio 2018 |

##### Finale
|         | Risultato |              | Luogo e data              |
| ------- | --------- | ------------ | ------------------------- |
| Calvina | 0-0       | Offanenghese | Calvisano, 12 maggio 2018 |

#### Play-out
|            | Risultati |            | Luogo e data                    |
| ---------- | --------- | ---------- | ------------------------------- |
| Valcalepio | 0-3       | Orsa Iseo  | Castelli Calepio, 6 maggio 2018 |
| Orsa Iseo  | 3-1       | Valcalepio | Iseo, 13 maggio 2018            |